# Ökologische Buchhaltung
Die Ökologische Buchhaltung ist ein von dem Schweizer Umwelttechniker Ruedi Müller-Wenk (1934–2019) entwickeltes bewertungsorientiertes ökologisches Informations- und Steuerungsinstrument zur systematischen Erfassung und Bewertung aller mengen- und wertmäßigen Arten der Umweltbelastungen durch ein Unternehmen. Ziel ist dabei die Sensibilisierung des Unternehmens für Auswirkungen des Produkts sowie des Produktionsprozesses auf die Umwelt, um darauf aufbauend ökologische Belastungen aller Art zu reduzieren.

## Belastungsarten
Berücksichtigt werden folgende Belastungsarten:
Ressourcenverbräuche
die über die natürliche Reproduktion dieser Ressourcen hinausgehen
die absehbar knappe Ressourcen betreffen
deren Entnahme die Biosphäre oder deren Grundlagen beeinträchtigt.
Einsatz produzierter Roh-, Hilfs- und Betriebsstoffe,
deren Herstellung mit Ressourcenverbräuchen verbunden ist
deren Herstellung mit der Emission bzw. der Gefahr der Emission von Schadstoffen verbunden ist.
Emissionen fester, flüssiger und gasförmiger Schadstoffe an die natürliche Umwelt
(Boden, Wasser, Luft) im Zusammenhang mit dem betrieblichen Produktionsprozess im Normalfall und die Gefahr einer solchen Emission im Störfall
Versorgungs- und Entsorgungsaspekt
Produkte und deren Verpackung nach Maßgabe ihrer Umweltbelastung bei ihrem Ge- und Verbrauch zur Folge haben
Investitionen
Investitionen und Aufwendungen des Unternehmens zur Minderung bis Beseitigung der Umweltbelastungen
Alle wesentlichen Umwelteinflüsse werden gemessen und mit ihren jeweiligen physikalischen Maßeinheiten den Kontenklassen zugeordnet. Dabei erfolgt eine Einteilung in ökologisch relevante Belastung und Entlastung der Umwelt. Folgende Kontenklassen werden berücksichtigt:
Belastungen im Unternehmen
Materialverbrauch
feste Abfälle
gas- und staubförmige Abfälle
Energieverbrauch
Abwasser
Abwärme
Denaturalisierung von Boden
Belastungen bei durchschnittlichen Gebrauch und Entsorgung der Fertigprodukte in Haushalten
feste Abfälle
gas- und staubförmige Abfälle
Energieverbrauch
Abwasser
Abwärme
Entlastungen
Materialweiterlieferungen (nur als Korrekturposten zu verstehen um Materialverbrauch nicht doppelt zu erfassen)

## Mess- und Berechnungsverfahren
Diese Kontenklassen können entsprechend konkret benannter Umwelteinwirkungen weiter in Unterkonten aufgegliedert werden. Um die auf den einzelnen Konten verbuchten Mengen vergleichbar zu machen, werden sie mit sogenannten Äquivalenzkoeffizienten (AeK) multipliziert. Diese Äquivalenzkoeffizienten kennzeichnen den Grad der ökologischen Knappheit eines Rohstoffes und sind ein zentrales Element der ökologischen Buchhaltung. Jedoch existiert keine einheitliche Berechnungsvorschrift, da der verfolgte Grundansatz der ökologischen Knappheit beliebig erweitert (z. B. geografischer Bezug, zeitlicher Bezug) werden kann. Durch die Multiplikation einer gemessenen Menge mit dem dazugehörigen berechneten AeK erhält man eine in Rechnungseinheiten (RE) ausgedrückte Kennzahl für ökologische Auswirkungen. Die Summe aller Messzahlen über alle Belastungsarten hinweg quantifiziert die Gesamteinwirkung des Unternehmens auf die natürliche Umwelt während einer Betrachtungsperiode. Wie bei der traditionellen Buchhaltung auch kann man die ökologische Buchhaltung kontinuierlich betreiben.

## Kritik
In der Praxis ist die Aussagefähigkeit der ökologischen Buchhaltung durch gravierende Probleme geprägt. Dies liegt vor allem, dass für die Berechnung der Äquivalenzkoeffizienten keine allgemein anerkannten Kriterien existieren. Auch die undifferenzierte Betrachtung der dem Äquivalenzkoeffizienten zugrunde liegenden ökologischen Knappheit wird kritisiert.
Die Komplexität der Datenerhebung gilt als problematisch. Außerdem werden einige Umweltwirkungen wie Lärm oder Strahlung bisher nicht durch dieses Verfahren berücksichtigt. Das Konzept der ökologischen Buchhaltung hat in der betrieblichen Praxis keine Bedeutung.